# جيوفري كروسلي
جيوفري كروسلي (بالإنجليزية: Geoffrey Crossley)‏ (و. 1921 – 2002 م) هو سائق فورمولا 1 بريطاني، ولد في ديربيشاير، توفي عن عمر يناهز 81 عاماً.